# Lionel Cox
Lionel Malvyne Cox (Brisbane, Queensland, 26 de febrer de 1930 - Sydney, 9 de març de 2010) va ser un ciclista australià que va córrer durant els anys 50 del segle xx.
El 1952 va prendre part en els Jocs Olímpics de Hèlsinki, en què guanyà la medalla d'or en la prova de tàndem, fent parella amb Russell Mockridge; i la de plata en velocitat individual, per darrere Enzo Sacchi.

## Palmarès
- 1952
  -  Medalla d'or en Tàndem als Jocs Olímpics de Hèlsinki
  -  Medalla de plata en Velocitat individual als Jocs Olímpics de Hèlsinki